# ساده‌مادینه
ساده‌مادینه (نام علمی: Haplogynae) نام یک فروراسته از فروراسته تارتنک‌ریختان است.